# Rio Cágado (Minas Gerais)
O rio Cágado é um curso de água do estado de Minas Gerais, Brasil. É um afluente da margem esquerda do rio Paraibuna e, portanto, um subafluente do rio Paraíba do Sul. Apresenta 101 km de extensão e drena uma área de 1082 km².
As nascentes do rio Cágado localizam-se na serra da Mantiqueira, no município de Chácara. Sua foz no rio Paraibuna se localiza entre os municípios de Santana do Deserto e Chiador. Em seu percurso, o rio Cágado banha também os municípios de Bicas, Juiz de Fora, Pequeri, Guarará e Mar de Espanha.